# Camila Fabbri
Camila Fabbri (Buenos Aires, 1989) es una escritora, dramaturga y actriz argentina.

## Biografía
Camila Fabbri nació en 1989 en Buenos Aires. Estudió en la Escuela de Arte Dramático y su primera obra (Brick) ganó un concurso en 2010. En 2012 se representó una segunda obra, Mi primer Hiroshima Fue nominada al Cóndor de Plata por su papel en la película de Martín Rejtman de 2014 Dos disparos. También apareció en High Tide de Verónica Chen.
Debutó como escritora en 2015 con la colección de cuentos Los accidentes en 2015. Su segundo libro fue la novela de no ficción El día que apagaron la luz sobre el incendio de la discoteca República Cromañón, seguida de otra antología de cuentos titulada Estamos a salvo. En 2021, fue nombrada por la revista Granta como una de las mejores escritoras menores de 35 años en lengua española. También figuraban otros dos escritores argentinos: Martín Felipe Castagnet y Michel Nieva.
En 2023 debutó como directora de cine llevando a la pantalla su novela El día que apagaron la luz, la película se tituló Clara se pierde en el bosque.
En el mismo año publicó La reina del baile, libro finalista en la 41 edición del Premio Herralde de Novela.